# Nucleolonema
El nucleolonema (del griego nema: hebra, filamento) es parte de la estructura fibrilar interna del nucleolo, descrita a mediados del siglo XX. Es distinguible en núcleos de células animales y ha sido frecuentemente descrito como un elemento morfológico bien fundamentado, especialmente en los nucléolos de plantas.

## Historia
El nucleolonema fue descrito por primera vez en 1951, por el investigador Clemente Estable en el artículo Una nueva estructura celular: el nucleolonema, representa la estructura fibrilar del nucléolo.
Este hallazgo fue el punto de partida de los trabajos modernos sobre la estructura del nucléolo.
Esta estructura subcelular es conspicua y había sido observada por Estable desde 1930.
Estos datos fueron corroborados, por otros autores en América y Europa durante la misma década

Con la utilización del microscopio electrónico, el hallazgo fue confirmado por Bernhard en 1952.
Como reconocimiento al importante papel del científico uruguayo, se realizó en Montevideo, el Simposio Internacional: “The Nucleolus, Its Structure and Function”, en 1965.

## Características
El nucleolonema fue observado al microscopio óptico, en células con tinción histológica.
Los investigadores uruguayos, estudiaron células nerviosas con tinción argéntica y describieron en su nucleolo una estructura filamentosa, enrollada sobre sí misma y aparentemente continua, "nucleolonema", inmersa en una sustancia poco densa llamada "pars amorfa".
Con la aparición de técnicas más específicas se describieron tres estructuras en el nucléolo: Centro Fibrilar(FC), Componente Fibrilar Denso(DCF) o pars fibrosa, y Componente Granular(GC). Los FC son áreas claras, parcial o enteramente ocultas en la región de alto contraste del DFC. Los FC y los DFC están embebidos en el Componente Granular (GC), formado por gránulos de 15–20 nm de diámetro.